# نویاوتینگ
شهر نویاوتینگ (به آلمانی: Neuötting) در ایالت بایرن در کشور آلمان واقع شده‌است.